# منة عرفة
منة عرفة (1 مايو 1999 -)، ممثلة مصرية.

## النشأة
بدأت التمثيل للمرة الأولى من خلال مسلسل (السندريلا) مع المخرج سمير سيف في عام 2005، وشاركت بعدها في العديد من الأعمال السينمائية، منها: مطب صناعي، حلم العمر، البيه رومانسي، آخر كلام. وجيران السعد، كما شاركت في جميع مواسم سيتكوم راجل وست ستات.

## أعمالها

### الأفلام
| - شريط 6 : 2020 - ظرف صحي: 2014- نادين - جيران السعد: 2014 - تتح: 2013 - القشاش: 2013 | - الفيل في المنديل: 2011 - إي.يو.سي: 2011- اخت ايهاب - أولاد الصول رجب: 2010 - البيه رومانسي: 2009 - آخر كلام: 2008 | - حلم العمر: 2008- إيمان - الحب كده: 2007- الطفلة سلمى - مطب صناعي: 2006- زينة - القرين |

### المسلسلات
| - شقة فيصل : 2021 - الحرامي : 2020 - ليالينا 80 : 2020 - بحر : 2019 - ولاد الطيب مرزوق وإيتو: 2018 - الكابوس: 2015 | - سرايا عابدين (ج1، 2): (2014، 2015) - نفيسة - القاصرات: 2013 - المفطراتي: 2011 - نعم مازلت آنسة: 2010 - الست هانم عايزه تلعب بيه: 2010 - قناة اطفال كوم: 2010 - منة | - حضرة الضابط أخي: 2009 - الطفلة ياسمين - راجل وست ستات: (2007 إلى 2016) - ياسمين - تامر وشوقية (ج1): 2007 - طفلة - السندريلا: 2006 - سعاد حسني |

### أخرى
- أخر المطاف: 2010 - مسرحية
- حلم النهار: 2007 - فيلم قصير

## وصلات خارجية
- منة عرفة على موقع IMDb (الإنجليزية)
- منة عرفة على موقع الدهليز
- منة عرفة على موقع قاعدة بيانات الأفلام العربية
- منة عرفة على موقع قاعدة بيانات الفيلم (الإنجليزية)
- بالصور- منة عرفة في جلسة تصوير جديدة بماكياج غيّرت من ملامحها